# Swindon Town Football Club
Maillots
Actualités
Le Swindon Town Football Club est un club de football anglais qui se situe à Swindon, dans le Wiltshire et qui joue actuellement en League Two (quatrième division anglaise). Son stade est le County Ground.

## Repères historiques
Fondé en 1881, le club adopte un statut professionnel en 1894 et rejoint la League en 1920 (troisième division). 
Il existe un débat d'historiens en Grande-Bretagne à propos de la date de fondation du club : 1881 ou 1883.
Le 5 septembre 1908, Swindon Town FC bat Norwich City 10 à 2 et durant la saison 1925-1926, Swindon prend le dessus face à Farnham United 10 buts à 1. Ces deux matches demeurent comme les plus larges victoires du club. En revanche, le club a subi sa plus lourde défaite face à Manchester City en 1930 : 10-1.
Depuis qu'il est devenu professionnel en 1894, le club a connu certaines périodes de francs succès comme notamment entre 1968 et 1970 : le club a remporté la League Cup en 1969 (après avoir battu Arsenal à Wembley) tout en assurant sa promotion en deuxième division. 
Cette victoire en League Cup permettait en théorie à Swindon Town FC de découvrir les compétitions européennes, mais puisque ce club jouait dans le troisième division de l'époque, il n'a pas eu le droit de participer aux joutes continentales. Alors, en guise de compensation, Swindon Town FC a pu participer à la Anglo-Italian League Cup 1969 et à la Anglo-Italian Cup 1970. Conduit par son ailier Don Rogers, le club remporta ces deux compétitions. 
Swindon Town FC n'a joué qu'une seule saison dans la première division anglaise, ce fut durant la saison 1993-1994 en Premier League. Le club a été la deuxième équipe à être promue en Premier League après avoir remporté des barrages d'accession, en battant Leicester City. Au cours de cette seule, et unique saison en Premier League, Swindon a encaissé 100 buts. 
En 2012, le club est promu en League One après avoir été champion de League Two.
Le club a pour particularité d'être sponsorisé par Samsung. 
À l'issue de la saison 2016-2017, le club est relégué en EFL League Two (quatrième division anglaise).
En 2019-2021, le club remporte pour troisième fois la EFL League Two, et donc est promu. 
À l'issue de la saison 2020-2021, le club est relégué en EFL League Two (quatrième division anglaise).

## Palmarès
- Championnat d'Angleterre de troisième division
  - Champion : 1996
  - Vice-champion : 1963, 1969

- Championnat d'Angleterre de quatrième division
  - Champion : 1986, 2012 et 2020

- League Cup
  - Vainqueur : 1969

- Football League Trophy
  - Finaliste : 2012

## Joueurs et personnalités du club

### Entraîneurs
Le tableau suivant présente la liste des entraîneurs du club depuis 1902.
| Rang | Nom             | Période               |
| ---- | --------------- | --------------------- |
| 1    | Sam Allen       | 1902-1933             |
| 2    | Ted Vizard      | 1933-1939             |
| 3    | Neil Harris     | 1939-1940             |
| 4    | Louis Page      | 1945-1953             |
| 5    | Maurice Lindley | 1953-1955             |
| 6    | Bert Head       | 1956-1965             |
| 7    | Danny Williams  | juil. 1965-juil. 1969 |
| 8    | Fred Ford       | juil. 1969-nov. 1971  |
| 9    | Dave Mackay     | nov. 1971-nov. 1972   |
| 10   | Les Allen       | nov. 1972-févr. 1974  |
| 11   | Danny Williams  | mars 1974-mai 1978    |
| 12   | Bobby Smith     | mai 1978-sept. 1980   |
| 13   | John Trollope   | sept. 1980-avr. 1983  |
| 14   | Ken Beamish     | avr. 1983-juin 1984   |
| 15   | Lou Macari      | juil. 1984-juil. 1989 |
| 16   | Osvaldo Ardiles | juil. 1989-mars 1991  |

| Rang | Nom                    | Période              |
| ---- | ---------------------- | -------------------- |
| 17   | Tony Galvin (intérim)  | mars 1991-avr. 1991  |
| 18   | Glenn Hoddle           | avr. 1991-juil. 1993 |
| 19   | John Gorman            | juil. 1993-nov. 1994 |
| 20   | Andy Rowland (intérim) | nov. 1994            |
| 21   | Steve McMahon          | déc. 1994-sept. 1998 |
| 22   | Mike Walsh (intérim)   | sept. 1998-oct. 1998 |
| 23   | Jimmy Quinn            | oct. 1998-mai 2000   |
| 24   | Colin Todd             | mai 2000-oct. 2000   |
| 25   | Andy King              | oct. 2000-août 2001  |
| 26   | Roy Evans              | août 2001-déc. 2001  |
| 27   | Andy King              | déc. 2001-sept. 2005 |
| 28   | Iffy Onuora            | sept. 2005-mai 2006  |
| 29   | Dennis Wise            | mai 2006-oct. 2006   |
| 30   | David Tuttle (intérim) | oct. 2006            |
| 31   | Ady Williams (intérim) | oct. 2006-nov. 2006  |
| 32   | Paul Sturrock          | nov. 2006-nov. 2007  |

| Rang | Nom                                  | Période               |
| ---- | ------------------------------------ | --------------------- |
| 33   | David Byrne (intérim)                | nov. 2007-janv. 2008  |
| 34   | Maurice Malpas                       | janv. 2008-nov. 2008  |
| 35   | David Byrne (intérim)                | nov. 2008-déc. 2008   |
| 36   | Danny Wilson                         | déc. 2008-mars 2011   |
| 37   | Paul Hart                            | mars 2011-avr. 2011   |
| 38   | Paul Bodin (intérim)                 | avr. 2011-mai 2011    |
| 39   | Paolo Di Canio                       | mai 2011-févr. 2013   |
| 40   | Fabrizio Piccareta (intérim)         | févr. 2013            |
| 41   | Tommy Miller & Darren Ward (intérim) | févr. 2013            |
| 42   | Kevin MacDonald                      | févr. 2013-juil. 2013 |
| 43   | Mark Cooper                          | juil. 2013-oct. 2015  |
| 44   | Lee Power (intérim)                  | oct. 2015-nov. 2015   |
| 45   | Martin Ling                          | nov. 2015-déc. 2015   |
| 46   | Luke Williams                        | déc. 2015-mai 2017    |
| 47   | David Flitcroft                      | juin 2017-            |

### Joueurs emblématiques
- Joey Beauchamp
- Glenn Hoddle
- David Kerslake
- Jimmy Glass
- Neil Ruddock
- John Moncur
- Nicky Summerbee
- John Trollope
- Michael Carrick
- Marlon Broomes
- Chris Kamara
- Paul Bodin
- Jan Åge Fjørtoft
- Tony Galvin
- Simon Cox
- Dave Mackay
- Jock Walker
- Lee Peacock (en)
- Philippe Cuervo
- Frédéric Darras